# Handspeiche
Als Handspeiche (Plattdeutsch: Handspake oder auch Handspoke) bezeichnet man in der Binnenschifffahrt ein achtkantiges, konisch zulaufendes Hebelwerkzeug aus Hartholz.

## Aufbau und Verwendung
Mit einer Länge von etwa 160 cm und einem Durchmesser von 6 bis 14 cm gleicht sie im bildlichen Sinne einer überdimensionalen Brechstange. Die Handspeiche wird für das Aushebeln eines Scherbaums innerhalb eines Laderaumes benötigt. Auch in der Seefahrt – hier vornehmlich auf Walfangschiffen – war die Handspeiche zum Bearbeiten der harpunierten und an Bord gezogenen Wale unentbehrlich.
Da in der Binnenschifffahrt seit den späten 1960er-Jahren nahezu keine Schiffe mehr mit Scherbäumen gebaut werden, ist ein Ende des Gebrauchs der Handspeiche absehbar.
Die Handspake ist in ähnlicher Form auch bei der Seeschifffahrt, dort aber als Spillspake bekannt. Sie wurde vorwiegend aus Eschenholz hergestellt und hatte über das untere Drittel ein vierkantiges Profil. Die Restlänge war etwas dünner, aber abgerundet, der Durchmesser war unterschiedlich, etwa 8 bis 12 cm. Das dicke Teil wurde auf Segelschiffen in das auf der Back stehende Gangspill in dafür vorgesehene Öffnungen eingesteckt. Je nach Größe des Spills konnten rundherum sechs oder mehr Spillspaken eingesteckt werden. Die Matrosen stemmten sich im Kreise laufend um das Spill gegen die Spillspaken, auf diese Weise wurde der Anker eingehievt. Spillspaken wurden noch in den 1950er-Jahren auch auf modernen Schiffen benutzt, sie dienten dort für mancherlei Arbeiten ergänzend als Hebel oder Hebezeuge.

## Erwähnung in der Literatur
In der Wortkunst hat die Handspake in verschiedenen Romanen unter anderem bei Karl May, in R. L. Stevensons Die Schatzinsel, C. S. Forester oder auch Friedrich Gerstäcker Erwähnung gefunden.